# Bocchignano
Bocchignano è una frazione del comune di Montopoli di Sabina, in provincia di Rieti.

## Origini del nome
L'origine del nome del paese (chiamato nelle fonti medioevali Buccinianum o Vacunianum) è incerta. Secondo alcuni deriverebbe dalla buccina, un antico tipo di tromba utilizzato in guerra, mentre per altri deriverebbe dal nome della dea Vacuna. Secondo un'altra teoria, il toponimo deriverebbe da un personaggio di nome Voconius, menzionato in un'iscrizione ritrovata nei pressi del paese.

## Storia
A partire dal II secolo a.C. il territorio di Bocchignano cominciò ad essere abitato stabilmente dalle nobili famiglie di Roma. In particolare durante il periodo augusteo si conosce un'epigrafe riguardante la famiglia dei Nonii e dei Sosii.
Nonostante si ritenga che il borgo abbia avuto origine come fortificazione romana, la prima prova certa della sua esistenza risale al settembre del 939, con la cessione di una parte del castello all'abbazia di Farfa. Successivamente la famiglia Crescenzi se ne impossessò, ma l'abate Ugo I ne chiese la restituzione all'abbazia. Non riuscendo nel suo scopo, fu costretto a chiedere aiuto a Papa Benedetto VIII, il quale intervenne personalmente assediando il castello, che si arrese per mancanza d'acqua il 18 luglio 1014.
Tra il dicembre del 1153 e il gennaio del 1154 gli abitanti tentarono di istituire un libero comune, ma l'insurrezione venne immediatamente repressa e segnò per gli abitanti l'inizio di un periodo buio e difficile, aggravato nel luglio del 1235 dall'assedio dell'esercito della città di Viterbo, che su ordine del Papa Gregorio IX incendiò e distrusse il castello. La rinascita si ebbe solo agli inizi del XIV secolo, quando il nobile Processo Rossi ne iniziò la ricostruzione, proseguita poi dal figlio Matteuccio, un sovrano saggio e illuminato. Alla sua morte, però, il paese fu indebolito da una guerra contro Fara Sabina e all'inizio del XV secolo finì per essere nuovamente saccheggiato. Venne allora acquistato da Giovanni da Fogliano, che ricostruì gli edifici distrutti e innalzò la Chiesa di San Giovanni, e nel 1482 dalla famiglia Orsini. Nel 1589 Papa Sisto V tolse il potere alla nobiltà locale, e Bocchignano rimase unicamente sotto il governo dello Stato Pontificio.
Nel 1853 il paese fu elevato a comune autonomo, ma meno di trent'anni dopo, nel 1880, il comune fu soppresso per decreto di Agostino Depretis e aggregato a quello di Montopoli Sabina.
È stato notevole il contributo dato dalla popolazione di Bocchignano durante la Resistenza Partigiana in Sabina. Infatti, il suo parroco Don Igino Renzi era il cappellano ufficiale di una delle formazioni partigiane sul territorio. Egli salvò la vita a 30 Bocchignanesi che erano stati accusati dal comando locale Nazista, di aver ucciso 3 soldati del Reich.

## Monumenti e luoghi d'interesse
- Chiesa di San Giovanni
- " 'O sassu cche cresce" in via delle Cellugne
- Il "Burgu", la chiesa di San Sebastiano oggi casa di riposo e la distrutta chiesa di Santa Maria in Pantano antico tempio di Giove, oggi giardino pubblico
- L'antica chiesa di San Pietro Martire (oggi proprietà privata), il "Casone" e la Villa dei Casoni.
- Fonte Varrone verso Granica
- La montagna di Bocchignano (Cerretinu, Elcido, Pianòzze e Capannacce), luoghi di interesse ambientale
- La chiesa di Santa Maria dei Carozzi, già S. Andrea in Scorticariis e la contrada di Ferruti-Fuoridazio
- Gli antichi Casalis della "Curta" e di Colle Sala
- Colle Paradiso, Colle Pulcino e la famosa Villa Marini
- La grotta della Santaccia ed i ruderi di Santa Maria in Turano (verso la Madonna della Misericordia)
- Il torrente Farfa, la piccola spiaggetta sotto al ponte, i resti del ponte romano in cementizio (riscontrabile anche dalla Tavola peutingeriana), la pianura di Granica, le Ferriere.

## Società

### Evoluzione demografica
Abitanti censiti

## Infrastrutture e trasporti

### Strade
Ai piedi di Bocchignano scorre la Via Tancia (SP 46), la strada provinciale che collega Rieti a Poggio Mirteto, con la quale Bocchignano è collegata anche ai vicini centri di Castel San Pietro e Salisano. Montopoli, sede del comune, dista appena un chilometro in linea d'aria ma per raggiungerlo sono necessari 4 km di strada, in quanto bisogna prima raggiungere Poggio Mirteto con la Via Tancia.
Inoltre una strada secondaria ("Via Romana") collega Bocchignano con la Via Mirtense (SP 42), che scorre un paio di chilometri a sud del paese. Tramite la Via Mirtense si raggiunge Osteria Nuova, dove si può imboccare la SS4 Salaria per Rieti, oppure la località di Colonnetta, dove si può imboccare la SS 313 per Passo Corese e il casello dell'A1 (che dista 23 km).

### Ferrovie
Bocchignano non è servito da alcuna stazione ferroviaria. La più vicina è quella di Poggio Mirteto, distante circa 8,5 km, nella quale fermano i treni della linea FL1 con un collegamento ogni mezz'ora da e per Roma. Avrebbe dovuto servirlo più direttamente la ferrovia Rieti-Roma, mai costruita.